# 初始奇異點
初始異奇點或初始奇點（英語：Initial singularity），是一個宇宙大爆炸前宇宙的狀態。在宇宙大爆炸後，出現的第一個普朗克時期，是宇宙最早的歷史。
宇宙微波背景幅射证明了宇宙可能起源于一个极其炽热、密度极高的奇点，这个奇点的密度可能达到了无穷大，经过大爆炸后才形成现在的宇宙。